# Регез, Райан
Райан Регез (нем. Ryan Regez; род. 30 января 1993, Интерлакен, Берн) — швейцарский фристайлист, выступающий в ски-кроссе. Олимпийский чемпион 2022 года, двукратный чемпион мира 2025 года. Победитель и призёр этапов Кубка мира. Обладатель Кубка мира в ски-кроссе 2021/2022 годов.

## Спортивная карьера
Райан Регез родился 30 января 1993 года в Интерлакен. Помимо швейцарского имеет гражданство Великобритании.
На юниорском уровне швейцарец начал выступать с 2014 года. В 2015 году дебютировал на этапах Кубка мира, в Австрии Райан показал 58 результат. Спустя несколько дней швейцарец выиграл первые медали на международном уровне, став победителем этапа Кубка Европы во Франции.
Первую победу на этапе Кубка мира Регез одержал в феврале 2019 года на соревнованиях в Германии.
В 2021 году представлял Швейцарию на чемпионате мира в Швеции, однако в итоговом протоколе стал только 18-м в ски-кроссе.
В сезоне 2021/2022 годов Райан одержал три победы на этапах Кубка мира, по результатам сезона стал обладателем Хрустального глобуса в ски-кроссе.
В 2022 году принимал участие в Олимпийских играх в Пекине. В ски-кроссе стал олимпийским чемпионом.
В 2025 году на чемпионате мира в Швейцарии завоевал золотую медаль. В командном ски-кроссе также стал чемпионом. 